# Te extraño, te olvido, te amo
Albums de Ricky Martin
No me pidas más
(1994) María
(1995)
Clip vidéo
[vidéo] « Te extraño, te olvido, te amo », sur YouTube
Te extraño, te olvido, te amo est une chanson du chanteur portoricain Ricky Martin extraite de son troisième album studio, A medio vivir (1995). Elle a également été publiée en single
Aux États-Unis, l'album est sorti le 12 septembre 1995, et le single le 24 juillet. La chanson a débuté à la 13e place du classement Hot Latin Songs du magazine américain Billboard dans la semaine du 23 septembre 1995 et a atteint la 9e place dans la semaine du 21 octobre.
En Europe, elle ne sera publiée en single qu'en 1997, après le succès de la chanson María. Te extraño, te olvido, te amo atteindra la 4e place en France et en Wallonie (Belgique francophone) et la 19e place en Suisse.